# ايرم ساق
ايرم ساق (بالتركية: İrem Sak)‏ ممثلة تركية، مواليد 9 فبراير 1986، سيواس، تركيا.

## حياتها الشخصية والمهنية
ولدت ايرم في سيواس من أصل شركسي. أتمت تعليمها الابتدائي والإعدادي والثانوية بها، ولكنها انتقلت إلى إسطنبول في 2006 للدراسة الجامعية. وتخرجت من قسم الآداب والثقافة الأمريكية في إسطنبول. وقامت ايرم وهي في المرحلة الثانوية بالثمثيل في العديد من المسرحيات ثم قامت بتجسيد دور زيتون في مسرحية sizinkiler في مركز بشيكتاش الثقافي في عام 2008. ومثلت في نفس العام إعلانات (بيتزا دومينوز، بنك غارانتى، القهوة ماتى، أليانز، تكنوسا، نادي المال).
كانت تجربتها الأولى أمام الكاميرا في دور شهرزاد في مسلسل شان يوفا. وقامت بتجسيد دور سينام في برنامج خمسة خمسة الذي أنتجه مركز بشيكتاش وأخرجته ملتام بوزوفلو في 2011، ولكن لم يستمر عرض البرنامج طويلاً على التليفزيون.
وقد بدأت ايرم بتجسيد شخصية تولاي في مسلسل (الدنيا الكاذبة) الذي كتبه السيناريست جولسه برسال وعرض على قناة كانال دي.
وحصلت على جوائز الفراشة الذهبية مع صرب أباك واُونير إركان في 2012. وبعد انقطاع دام ثلاث سنوات عادت إلى السينما في فيلم Güldür Güldür.

## أعمالها
الأفلام
| العنوان         | السنة | الدور  | ملاحظات |
| --------------- | ----- | ------ | ------- |
| Dedemin Fişi    | 2016  | قدر    | بطولة   |
| إذا عادت فهي لك | 2016  | دفنه   | بطولة   |
| Martı           | 2017  | نورجول | بطولة   |
| Ölümlü Dünya    | 2018  | بيجوم  | بطولة   |
| Düğüm Salonu    | 2018  | هوليا  | بطولة   |
| Cici Babam      | 2018  | شوقية  | ضيفة    |
| Azizler         | 2021  | بورجو  | بطولة   |

المسلسلات
| العنوان            | السنة     | الدور         | ملاحظات      |
| ------------------ | --------- | ------------- | ------------ |
| Şen Yuva           | 2010      | شهرزاد        | ممثلة مساعدة |
| 5'er Beşer         | 2011      | سينام         | بطولة        |
| Yalan Dünya        | 2012–2014 | تولاي         | بطولة        |
| İnsanlar Alemi     | 2012      | سينام         | بطولة        |
| Güldür Güldür Show | 2015-2018 | سينام         | بطولة        |
| جولبيري            | 2018      | نفسها (ضيفة)  | ضيفة         |
| Bir Aile Hikayesi  | 2019      | مُجدة جونيش    | بطولة        |
| الحفرة             | 2020-2021 | سيرين أردينيت | ممثلة مساعدة |
| Kuş Uçuşu          | 2021      | موجه          | بطولة        |

المسرح
- Hepimizin Öyküsü Aynı: Dario-Fo - Craft Tiyatro (2015-2017)

## الجوائز
- 3. جوائز OMÜ Media - جائزة نادي الشباب الخاصة (Yalan Dunya)
- جائزة كمال صنال التاسعة للثقافة والفنون - أفضل ممثلة تلفزيونية (Yalan Dünya)
- حفل جوائز صدري ألشيك الواحدة والعشرون - جائزة خاصة من لجنة التحكيم (Hepimizin Öyküsü Aynı)
- مهرجان أنقرة السينمائي الدولي الثامن والعشرون - أفضل ممثلة مساعدة (Martı)

## وصلات خارجية
- ايرم ساق على موقع IMDb (الإنجليزية)
- ايرم ساق على موقع قاعدة بيانات الفيلم (الإنجليزية)